# Andreas Brehme
Andreas Brehme (Hamburgo, 9 de novembro de 1960 – Munique, 20 de fevereiro de 2024) foi um futebolista alemão que atuou como lateral-esquerdo, volante ou meia.

## Carreira
Brehme se profissionalizou no Barmbek-Uhlenhorst, no ano de 1978. Em seguida passou por clubes como Saarbrücken, Kaiserslautern, Bayern de Munique e Internazionale, onde viveu seu auge. Ambidestro, Brehme podia jogar em várias posições e formou um trio alemão na Inter ao lado de Lothar Matthäus e Jürgen Klinsmann. No final da carreira, passou ainda pelo Zaragoza e retornou ao Kaiserslautern, onde se aposentou.

### Seleção Alemã
Brehme integrou a Seleção Alemã-Ocidental nos Jogos Olímpicos de Verão de 1984, em Los Angeles.
Disputou três Copas do Mundo: (1986, 1990 e 1994). Titular no mundial de 1990 realizado na Itália, Brehme marcou, de pênalti, o gol do título que garantiu o tricampeonato dos alemães. Ao todo, o lateral defendeu a Nationalelf em 86 partidas.[carece de fontes?]

## Pós-aposentadoria e morte
Em 2014 foi revelado que o ex-jogador encontrava-se em dificuldades financeiras, tendo se tornado faxineiro.
Aos 63 anos, Brehme morreu no dia 20 de fevereiro de 2024, em um hospital em Munique, vítima de uma parada cardíaca. A Inter de Milão, clube onde o alemão atuou e foi ídolo, o homenageou no mesmo dia durante um jogo contra o Atlético de Madrid, pela Liga dos Campeões da UEFA.

## Títulos
Bayern de Munique
- Bundesliga: 1986–87
- Supercopa da Alemanha: 1987

Internazionale
- Serie A: 1988–89
- Supercopa da Itália: 1989
- Copa da UEFA: 1990–91

Kaiserslautern
- Copa da Alemanha: 1995–96
- 2. Bundesliga: 1996–97
- Bundesliga: 1997–98

Alemanha
- Copa do Mundo FIFA: 1990 [6]